# Graham Gouldman

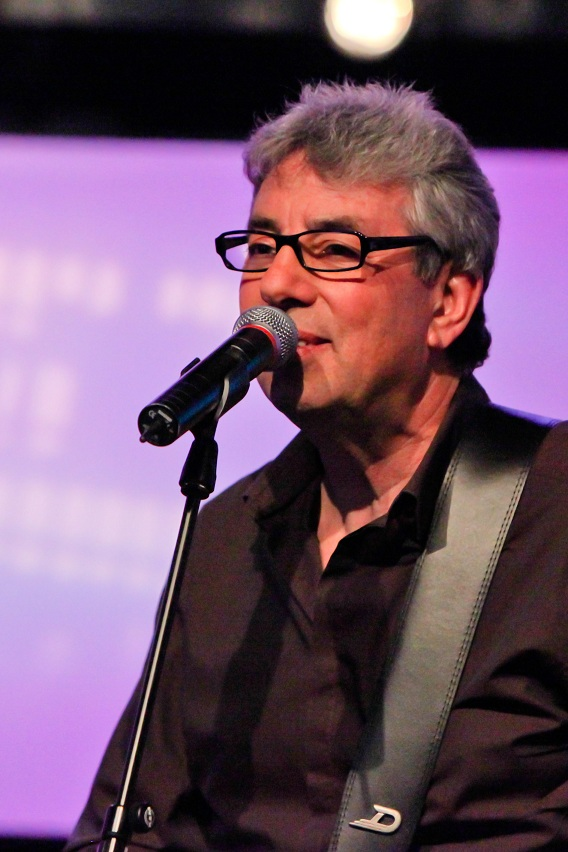
Graham Gouldman (2010)

Graham Keith Gouldman (* 10. Mai 1946 in Broughton (Salford), Greater Manchester) ist ein britischer Komponist und Musiker, der insbesondere als Mitglied der Rockband 10cc bekannt wurde.

## Leben
Gouldman ist der Sohn jüdischer Eltern. Er kaufte sich 1957 seine erste Gitarre und wurde in jenem Jahr in die North Salford Secondary School eingeschult. Er begann 1963 in Manchester als Gitarrist in Beatbands und wechselte unter anderem von den High Spots über die Planets zu den Whirlwinds, mit denen er im Mai 1964 eine erste Platte aufnahm. Im Dezember 1964 wurde er Mitglied der Mockingbirds. Diese bekamen bei Columbia Records zwar einen Plattenvertrag, doch Gouldmans erste Komposition For Your Love lehnte das Label zunächst ab. Die Mockingbirds brachten von Februar 1965 bis Oktober 1966 fünf Singles auf den Markt.
Statt der Mockingbirds machten die Yardbirds – die ebenfalls bei Columbia Records unter Vertrag standen – Gouldmans For Your Love 1965 zum Millionenseller. Gouldman schrieb für die Yardbirds weitere Songs, Heartfull of Soul (1965) und Evil Hearted You (1965).
Weitere Abnehmer seiner Kompositionen waren die Hollies mit Look Through Any Window (1965) und Bus Stop (1966), St. Louis Union mit Behind the Door (1966), Herman’s Hermits mit Listen People (1966), No Milk Today (1966) und East West (1966), Wayne Fontana mit der Soloballade Pamela, Pamela (1966), High Society mit Friday Brown als Sängerin mit People Passing By (1966) und Jeff Beck mit Tallyman (1967). Im März 1968 stieg er als Bassist bei Wayne Fontana & The Mindbenders ein. Von 1972 bis zur Auflösung 1983 war Gouldman Mitglied von 10cc, mit denen er zahlreiche Hits hatte. Gouldman war erneut 10cc-Mitglied nach deren Comebacks 1991 (bis 1995) und 1999 (bis 2016). Die Zeit von 1984 bis 1990 verbrachte er parallel auch bei dem Pop-Duo Wax.
Außerdem arbeitete Gouldman als Musikproduzent für andere Künstler; unter anderem produzierte er das 1981 erschienene Album Pleasant Dreams der US-Punk-Band Ramones.

## Diskographie
Alben
- 1968: The Graham Gouldman Thing
- 1980: Animalympics
- 2000: And Another Thing...
- 2012: Love and Work
- 2020: Modesty Forbids
- 2024: I Have Notes

EPs
- 2017: Play Nicely and Share

Singles
- 1966: Stop Stop Stop (or Honey, I’ll Be Gone)
- 1968: The Impossible Years
- 1968: Upstairs, Downstairs
- 1968: Pamela, Pamela
- 1969: Windmills of Your Mind (als The Graham Gouldman Orchestra)
- 1972: Nowhere to Go
- 1979: Sunburn
- 1980: Love’s Not for Me (Rene’s Song)
- 2000: Dancing Days
- 2020: Floating in Heaven (mit Brian May)